# バラ当て
バラ当てとは中当ての内野外野を無くし、広い場所で行うスポーツである。主に小学生が多く行い、バレーボールやハンドボールなど子供が片手で扱えるサイズのボールを使う。鬼ごっこの鬼が手で捕まえるのをボールで当てて捕まえるものである。地方によりボール鬼とも呼ばれる。

## 基本的なルール
基本的なルールは前述の通りであるが鬼ごっこと違い、ボールでしかできない防御法などもある。ボールを捕ってしまえば、遠くへ投げて鬼の攻撃の時間稼ぎも可能である。障害のある所では簡単に当てる場合や地の利で逃げる事も可能である。